# 紅箭門

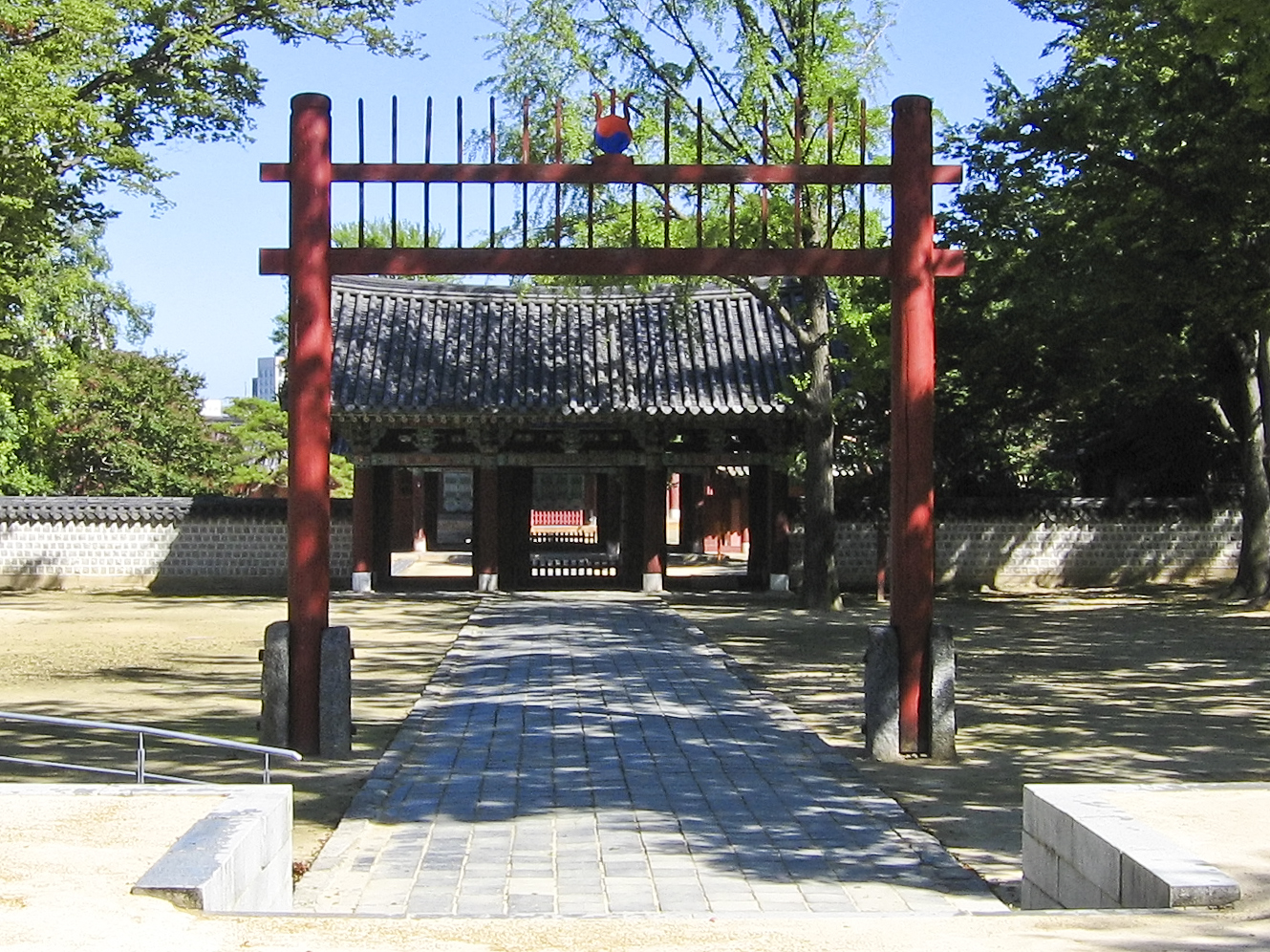
全州李氏（李王家）の社の前に設けられた紅箭門。

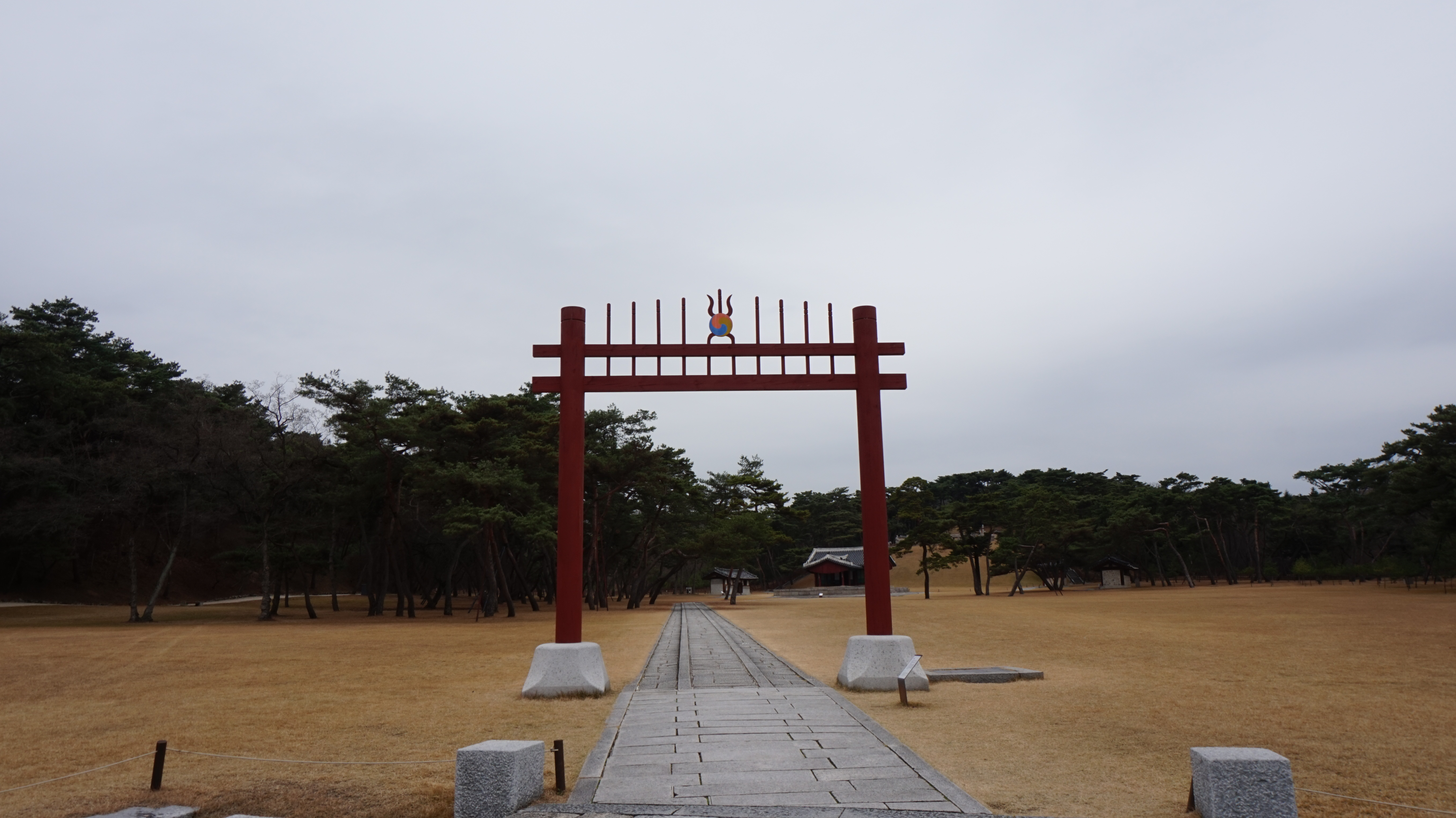
世宗の陵墓である英陵の紅箭門。

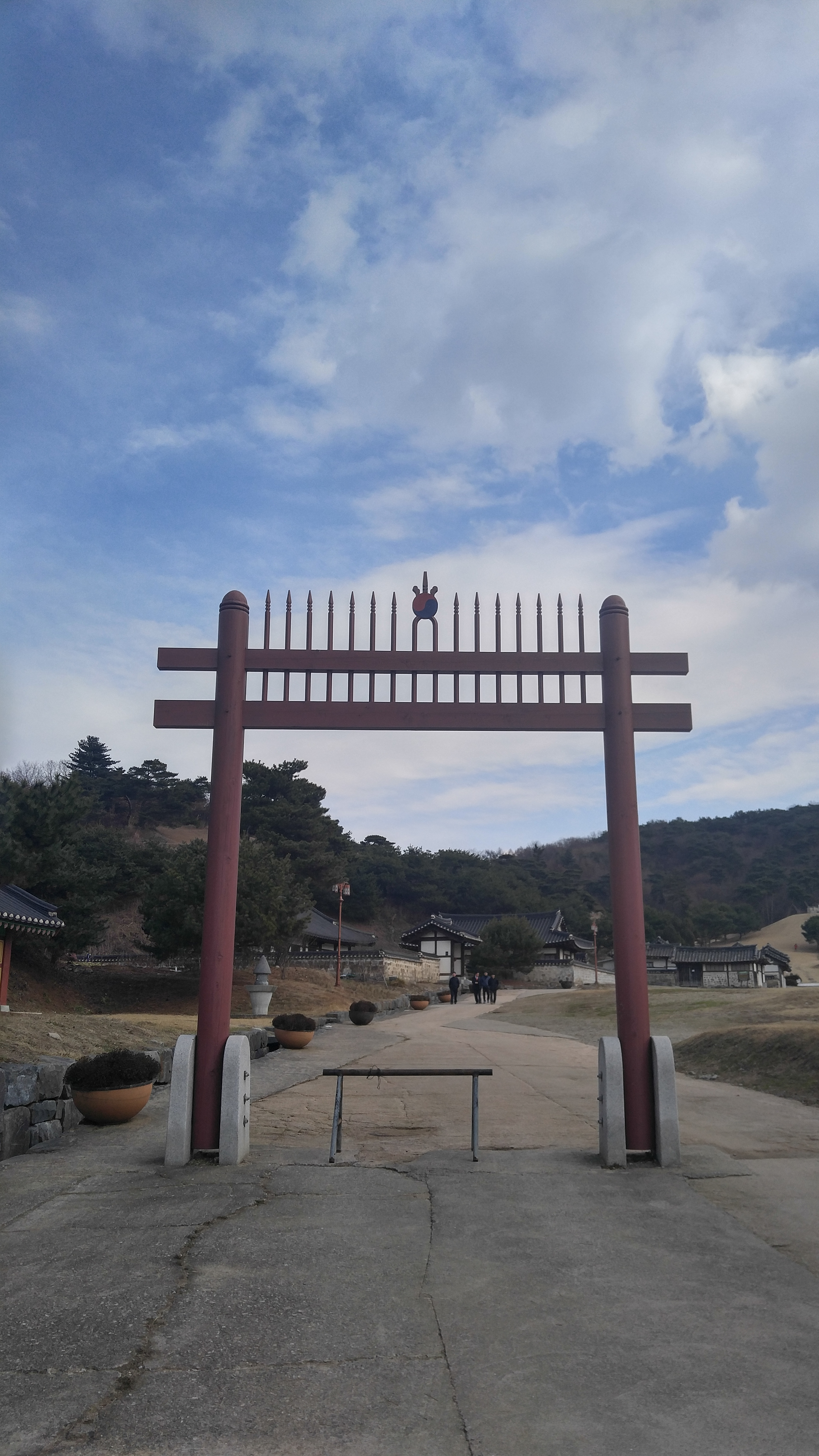
圃隠 鄭夢周先生墓の紅箭門。

紅箭門（こうぜんもん、こうせんもん、朝鮮語: 홍살문、フンサルムン、ホンサルムン）は、朝鮮において、聖なる場所の入り口に門として設ける建築。垂直に立てられた2本の円柱と、その間に渡された2本の横木から構成される。紅箭門には、屋根も扉もなく、門の中央上部にはトリシューラ（三叉槍）の象徴と太極の文様が置かれる。紅箭門は、通例では朝鮮の儒教に関わる場所を表示するために建立され、社、墓、あるいは郷校や書堂などの教育施設に設けられる。
紅箭門とは、文字通りには「赤い矢の門」という意味であり、上部に設けられた、先の尖った釘を並べたような部分に言及した名称である。かつては直立する円柱の間の釘状のものはなかった。赤い色で塗られているのは、魔除けの意味があるとされる。
紅箭門は、インドのトーラナや、中国の牌坊、日本の鳥居と関係があるともされる。

## 朝鮮王陵の紅箭門
朝鮮王陵の陵墓では、入口となる紅箭門から陵まで、150メートルから200メートルほどの距離がとられている。

## 朝鮮朝における孝誠の顕彰
朝鮮朝（李氏朝鮮時代）には、夫に殉じて命を絶った妻、孝行を尽くした子供など孝誠を顕彰するために、紅門とも呼ばれた紅箭門を建てることがあり、この門が建てられることは、一族や村にとっても光栄なこととされた。紅箭門のほか、石碑や屋根付きの門が建てられることもあり、それぞれ「烈女碑」、「烈女門」などと呼ばれた。